# ماركوس برزينسكا
ماركوس برزينسكا (بالألمانية: Markus Brzenska)، (مواليد 25 مايو 1984 في لونن). هو لاعب كرة قدم ألماني سابق ومدرب كرة قدم. يعمل حالياً كمدير مساعد لنادي فكتوريا كولن.

## بدايات حياته
يعود أصل أهل ماركوس برزينسكا يواخيم وهالينا وأخويه الكبيرين سيباستيان ومارشين إلى بلدة بيطوم الواقعة في سيليزيا العليا. وقد هاجروا إلى ألمانيا بصفتهم ذو إثنية ألمانيّة طبقاً لقوانين حق العودة الألمانية واستقروا في لونن بالقرب من دورتموند، وهناك ولِدَ ماركوس بعدة عدة أسابيع من وصولهم.

## السيرة الكروية

### بوروسيا دورتموند
قام المدرب ماتياس زامر بإدخال برزينسكا في التشكيلة الأساسية لبوروسيا دورتموند في مباراة النادي مع بايرن ميونخ والتي جرت بتاريخ 9 نوفمبر عام 2003، وذلك رغم عدم تمتعه بخبرة في لعب المباريات عالية المستوى. أنهى برزينسكا أدائه بعدما أخرجه المدرب خلال الشوط الأول.
لم تُلاحظ قدرات برزينسكا بعد وصول المدرب بيرت فان مارفيك في عام 2004 كغيره من اللاعبين الآخرين الذين لم يكونوا مألوفين ومعروفين جداً بالنسبة للمدرب. ولكن أدت الجهود التي بذلها إلى تغيير منحى الأمور بالنسبة لبرزينسكا، فعاد للفريق الأول خلال النصف الأول من موسم 2004–05، وضمِنَ مكانه في التشكيلة الأساسية للنادي منذ حينها.

### إنيرجي كوتبوس
تم إعارته خلال موسم 2008–09 لنادي دويسبورغ الذي يلعب في دوري القسم الثاني الألماني. ولم يكن نادي دويسبورغ قادراً على دفع رسوم النقل التي طلب بها بوروسيا دورتموند بعد انتهاء فترة إعارة برزينسكا، لذلك فقد عاد الأخير إلى بوروسيا دورتموند والتي عقدت بدورها صفقة نقلته بها إلى إنيرجي كوتبوس.

### المنتخب الوطني
أعلن برزينسكا في شهر أكتوبر من عام 2010 عن نيته اللعب في منخب بولندا الوطني حيث يحق له اللعب لكون عائلته من هناك. كما كان قد لعب 15 مباراة لصالح منتخب ألمانيا تحت 21 سنة.

## روابط خارجية
- ماركوس برزينسكا على موقع قاعدة بيانات كرة القدم.إي يو (الإنجليزية)
- ماركوس برزينسكا على موقع بيانات كرة القدم. دي إي (الألمانية)
- ماركوس برزينسكا على موقع عالم كرة القدم.نت (الإنجليزية)